# Dendrochilum mirabile
Dendrochilum mirabile är en orkidéart som beskrevs av Jeffrey James Wood. Dendrochilum mirabile ingår i släktet Dendrochilum och familjen orkidéer.
Artens utbredningsområde är Sumatera. Inga underarter finns listade i Catalogue of Life.